# Organisation arabe pour l'éducation, la culture et les sciences
L'Organisation arabe pour l'éducation, la culture et les sciences, dont l'acronyme ALECSO provient de la forme en anglais Arab League Educational, Cultural and Scientific Organization, est une organisation de la Ligue arabe dont le siège est à Tunis. Elle est établie en accord avec l'article 3 de la Charte de l'unité culturelle arabe par une annonce faite au Caire le 25 juillet 1970.

## Organisation

### Objectifs
L'organisation œuvre depuis 1970 à la coordination et à la promotion de différentes activités dans les domaines éducatif, culturel et scientifique dans le monde arabe, notamment grâce à son site web.

### Activités
En 2020, l'Organisation arabe pour l'éducation, la culture et les sciences nomme pour la première fois le jeune Tunisien Amir Fehri comme ambassadeur pour la jeunesse créative. Ce dernier est reçu par la suite par le président tunisien Kaïs Saïed afin de lui remettre une copie de sa lettre de désignation.

### États membres
L'ALECSO compte 22 membres :
- 1970 : Jordanie, Algérie, Soudan, Syrie, Irak, Koweït, Libye, Égypte, Yémen
- 1971 : Bahreïn, Palestine, Qatar
- 1972 : Émirats arabes unis, Arabie saoudite
- 1973 : Oman
- 1974 : Tunisie
- 1975 : Mauritanie
- 1976 : Maroc, Somalie
- 1978 : Djibouti
- 1985 : Liban
- 2002 : Comores